# Oxnard, California
Oxnard este un oraș din California, SUA. Se află la o altitudine de 52 picioare deasupra nivelului mării. Are o suprafață de 101,547739 km². Populația este de 202.063 locuitori, determinată în 1 aprilie 2020, prin recensământ.

## Personalități născute aici
- Jeffrey Combs (n. 1954), actor.